# Pterichis
Pterichis ist eine Gattung aus der Familie der Orchideen (Orchidaceae). Sie besteht aus 35 Arten krautiger Pflanzen, die in Süd- und Mittelamerika beheimatet sind.

## Beschreibung
Die Arten der Gattung Pterichis sind terrestrisch wachsende, horstige Pflanzen. Die Wurzeln sind fleischig. Die ein oder zwei grundständigen Blätter sind oval bis lanzettlich. Zur Blütezeit sind sie verwelkt.
Der traubige Blütenstand entspringt seitlich der Blätter. Der Blütenstandsstiel ist lang, steif und behaart, er ist mit einigen Hochblättern besetzt. Die Blüten sind nicht resupiniert. Der Fruchtknoten ist sitzend oder gestielt und behaart. Die Sepalen sind einander gleich, fleischig, zusammengeneigt, frei oder die seitlichen basal etwas miteinander verwachsen. Die Petalen sind frei, ausgebreitet oder mit der Spitze dem dorsalen Sepal anliegend. Die Lippe ist fleischig, leicht herzförmig, sitzend, die Seiten hochgebogen und die Säule umfassend, mit verschiedenartigen Papillen am Rand besetzt. Die Säule ist kurz, seitlich geflügelt. Die Narbe besteht aus einer, nach Garay auch aus zwei getrennten Flächen. Die Narbe sitzt ventral (in der nicht-resupinierten Blüte also nach oben gerichtet) und ist leicht erhaben, flach oder eingesenkt. Das Staubblatt ist klein und gerade, mit parallelen Kammern, es befindet sich dorsal an der Säule. Die vier Pollinien sind keulenförmig, von körniger Textur, sie hängen an einer kleinen, runden Klebscheibe (Viscidium). Das Staubblatt wird fast ganz kapuzenartig von Gewebe der Säule (Klinandrium) umhüllt, dessen Ränder sind eingerollt. Das Trenngewebe zwischen Staubblatt und Narbe (Rostellum) sitzt am Ende der Säule und ist gerade und schmal.

## Vorkommen
Pterichis kommt hauptsächlich in den Anden vor. Das Verbreitungsgebiet erstreckt sich von Costa Rica und Panama im Norden bis nach Argentinien im Süden. Pterichis proctori kommt auf Jamaika vor. Die Arten kommen in Höhenlagen von 2900 bis 4300 Meter vor. Sie besiedeln feuchtes Grasland und Gebüsch.

## Systematik und botanische Geschichte
Die Gattung Pterichis wurde 1840 von John Lindley in The Genera and Species of Orchidaceous Plants Sig. 21, Seite 444 aufgestellt. Der Name leitet sich aus dem griechischen πτερόν pteron für „Flügel“ ab und bezieht sich auf die breite Lippe. Typusart ist Pterichis galeata.
Pterichis wird innerhalb der Tribus Cranichideae in die Subtribus Cranichidinae eingeordnet. Verwandte Gattungen sind Baskervilla, Cranichis, Ponthieva und Prescottia.
Es sind 44 Arten (2024) bekannt:
- Pterichis acuminata Schltr.: Sie kommt vom westlichen Südamerika bis Venezuela vor.[3]
- Pterichis andrei Kolan. & Szlach.: Die 2013 erstbeschriebene Art kommt in Kolumbien vor.[3]
- Pterichis aragogiana Kolan. & Szlach.: Die 2019 erstbeschriebene Art kommt in Ecuador und im westlichen Bolivien vor.[5]
- Pterichis bangii Rolfe: Sie kommt in Bolivien vor.[3]
- Pterichis boliviana Schltr.: Sie kommt von Bolivien bis zum nordwestlichen Argentinien vor.[3]
- Pterichis cajamarcae Kolan.: Die 2015 erstbeschriebene Art kommt in Peru vor.[3]
- Pterichis colombiana G.Morales: Sie kommt in Kolumbien vor.[3]
- Pterichis diuris Rchb.f.: Sie kommt vom nordwestlichen Venezuela bis Peru vor.[3]
- Pterichis dodsoniana Kolan., Szlach. & S.Nowak: Die 2021 erstbeschriebene Art kommt in Ecuador vor.[5]
- Pterichis elliptica Kolan. & Szlach.: Die 2015 erstbeschriebene Art kommt in Ecuador vor.[3]
- Pterichis fernandezii G.Morales: Sie kommt in Kolumbien vor.[3]
- Pterichis fuentesii Kolan., Baranow & S.Nowak: Die 2020 erstbeschriebene Art kommt in Bolivien vor.[5]
- Pterichis galeata Lindl.: Sie kommt von Costa Rica bis zum westlichen Südamerika und bis Venezuela vor.[3]
- Pterichis habenarioides (F.Lehm. & Kraenzl.) Schltr.: Sie kommt von Costa Rica bis Venezuela und Ecuador vor.[3]
- Pterichis herrerae Kolan.: Die 2014 erstbeschriebene Art kommt in Costa Rica vor.[3]
- Pterichis hirtziana Kolan., Szlach. & S.Nowak: Die 2021 erstbeschriebene Art kommt in Ecuador vor.[5]
- Pterichis isabeliana Szlach. & Kolan.: Die 2013 erstbeschriebene Art kommt in Kolumbien vor.[3]
- Pterichis latifolia Garay & Dunst.: Sie kommt in Venezuela vor.[3]
- Pterichis lehmanniana Kolan. & Szlach.: Die 2013 erstbeschriebene Art kommt in Kolumbien vor.[3]
- Pterichis leucoptera Schltr.: Sie kommt in Peru vor.[3]
- Pterichis lunatilabia Kolan., Baranow & S.Nowak: Die 2020 erstbeschriebene Art kommt in Bolivien vor.[5]
- Pterichis macbridei Kolan.: Die 2015 erstbeschriebene Art kommt in Peru vor.[3]
- Pterichis macroptera Schltr.: Sie kommt im nordöstlichen Peru vor.[3]
- Pterichis madsenii Kolan., Szlach. & S.Nowak: Die 2021 erstbeschriebene Art kommt in Ecuador vor.[5]
- Pterichis mandonii (Rchb.f.) Rolfe: Sie kommt in Bolivien vor.[3]
- Pterichis meirax Rchb.f. ex Szlach. & Kolan.: Sie kommt in Ecuador vor.[3]
- Pterichis moralesii Kolan. & Szlach.: Die 2013 erstbeschriebene Art kommt in Kolumbien vor.[3]
- Pterichis multiflora (Lindl.) Schltr.: Sie kommt vom nordwestlichen Venezuela bis ins nordwestliche Argentinien vor.[3]
- Pterichis obcordatilabia Kolan., Baranow, S.Nowak & A.Fuentes: Die 2020 erstbeschriebene Art kommt in Bolivien vor.[5]
- Pterichis parvifolia (Lindl.) Schltr.: Sie kommt in Costa Rica und vom südwestlichen Kolumbien bis Peru vor.[3]
- Pterichis pauciflora Schltr.: Sie kommt in Costa Rica und von Kolumbien bis Ecuador vor.[3]
- Pterichis proctorii Garay: Sie kommt in Jamaika vor.[3]
- Pterichis sagittata Kolan. & Szlach.: Die 2013 erstbeschriebene Art kommt im südwestlichen Kolumbien vor.[3]
- Pterichis saundersii Kolan.: Die 2014 erstbeschriebene Art kommt in Peru vor.[3]
- Pterichis saxicola Schltr.: Sie kommt in Bolivien vor.[3]
- Pterichis silvestris Schltr.: Sie kommt in Peru und Bolivien vor.[3]
- Pterichis tomentosula Schltr.: Sie kommt in Kolumbien vor.[3]
- Pterichis triangularilabia Kolan. & Szlach.: Die 2013 erstbeschriebene Art kommt in Kolumbien vor.[3]
- Pterichis triloba (Lindl.) Schltr.: Sie kommt von Kolumbien bis Peru vor.[3]
- Pterichis tunguraguona Rchb.f. ex Szlach. & Kolan.: Sie kommt in Ecuador vor.[3]
- Pterichis vasquezii Kolan., Baranow, S.Nowak & A.Fuentes: Die 2020 erstbeschrieben Art kommt in Bolivien vor.[5]
- Pterichis weberbaueriana Kraenzl.: Sie kommt in Peru vor.[3]
- Pterichis yungasensis Schltr.: Sie kommt in Bolivien vor.[3]